# Zoo de Lincoln Park
Pour les articles homonymes, voir Lincoln Park.
Le zoo de Lincoln Park (en anglais : Lincoln Park Zoo, connu sous l'acronyme LPZ) est un parc zoologique situé à Chicago, dans l'État de l'Illinois, aux États-Unis. Le zoo se trouve au sein du Lincoln Park, le plus grand parc urbain public de la ville de Chicago et l'un des plus importants des États-Unis. En 2023, il a accueilli 3,4 millions de visiteurs, ce qui en fait le deuxième parc zoologique traditionnel le plus visité des États-Unis.

## Présentation
Situé dans le secteur de Lincoln Park, à quelques kilomètres au nord du secteur financier du Loop (Downtown Chicago), le zoo de Lincoln Park ouvre ses portes au public en 1868. Il est l'un des quatre zoos de la région métropolitaine de Chicago, les trois autres étant le grand zoo de Brookfield, le zoo de Phillips Park, et le zoo d'Indian Boundary Park. Le zoo de Lincoln Park est le seul zoo situé à l'intérieur de la ville de Chicago. Il est un membre accrédité de l'Association des zoos et aquariums (AZA), en anglais « Association of Zoos and Aquariums ». Son arboretum est également accrédité,.
Le zoo de Lincoln Park abrite une grande variété d'animaux. Les expositions du zoo comprennent des félins (Felidae), des ours polaires, des manchots (Sphenisciformes), des gorilles, des reptiles, des singes et d'autres espèces totalisant environ 1 100 animaux appartenant à quelque 200 espèces. Dans le zoo de Lincoln Park se trouvait également un chêne à gros fruits (Quercus macrocarpa) dont l'âge était estimé à plus de 250 ans,. L'arbre a été abattu le 2 mai 2023 en raison d'un mauvais état de santé. Trente-six scions de l'arbre ont été greffés sur des porte-greffes et poussent à l'Arboretum Morton.

## Histoire

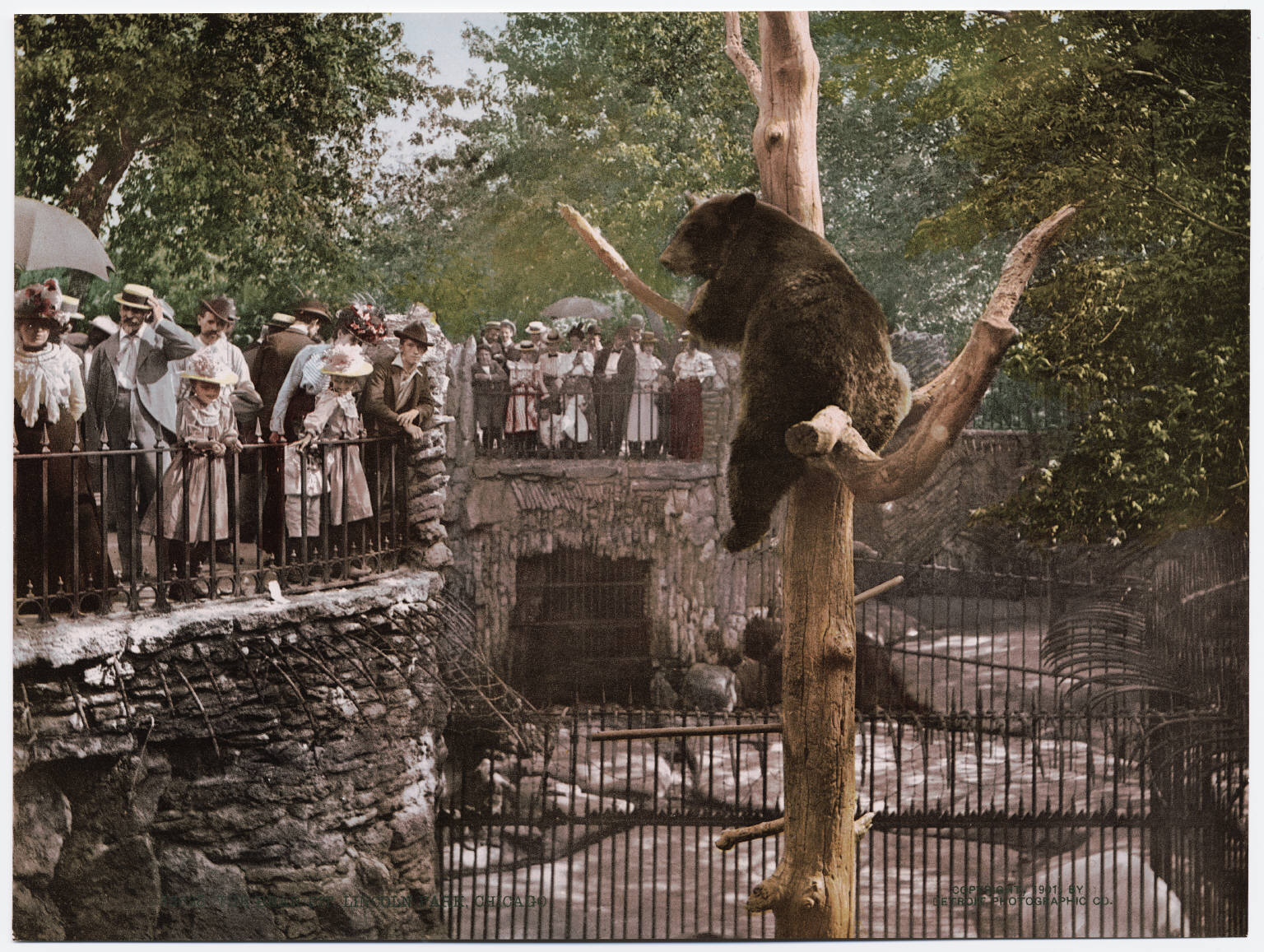
Visiteurs au zoo de Lincoln Park en 1901.

Le zoo de Lincoln Park a été fondé en 1868, ce qui en fait l'un des plus anciens zoos de toute l'Amérique du Nord. Le zoo a vu le jour à la suite d'un don d'un couple de cygnes de la part de la ville de New York et du Board of Commissioners de Central Park. D'autres animaux furent donnés au parc zoologique, notamment un puma (Puma concolor, également appelé « lion de montagne »), deux wapitis, trois loups (Canis lupus), quatre aigles et huit paons. En 1874, un ourson du zoo de Philadelphie fut le premier animal acheté par le zoo, pour 10 dollars US. L'ours devint très habile pour s'échapper de son espace vital et pouvait fréquemment être trouvé errant dans Lincoln Park la nuit. En 1884, le premier Bison d'Amérique né en captivité serait né au zoo de Lincoln Park. À cette époque, l'espèce avait été chassée jusqu'à la quasi extinction dans la nature. En 1896, le Gouvernement fédéral américain acheta un taureau et sept individus du troupeau de bisons du zoo pour les envoyer au parc national de Yellowstone dans le nord-ouest des États-Unis afin d'aider à la renaissance de l'espèce.
De 1888 à 1919, le directeur du zoo de Lincoln Park fut le zoologiste Cyrus Barnard DeVry (1859-1934), qui organisa la collection, construisit de nombreuses nouvelles structures et obtint les premiers éléphants et singes du zoo. Une nouvelle Lion House ouvrit ses portes en 1912. Elle fut ensuite rénovée et rouverte en 1990. La Primate House ouvrit ses portes en 1927 et fut connue pour abriter un gorille populaire nommé « Bushman » (1931-1951), l'un des seuls gorilles nés dans un zoo américain à l'époque. De 1920 jusqu'à l'agrandissement du zoo en 1994, le Viking (réplique du bateau de Gokstad) de l'Exposition universelle de 1893 était exposé au zoo. Les grands singes du zoo ont été transférés à la Gorilla House Lester E. Fisher en 1976, du nom du directeur sortant du zoo, et la Primate House d'origine a ensuite été rénovée et rouverte en 1992 sous le nom de Primate House Helen Brach, avec des décors plus naturalistes.

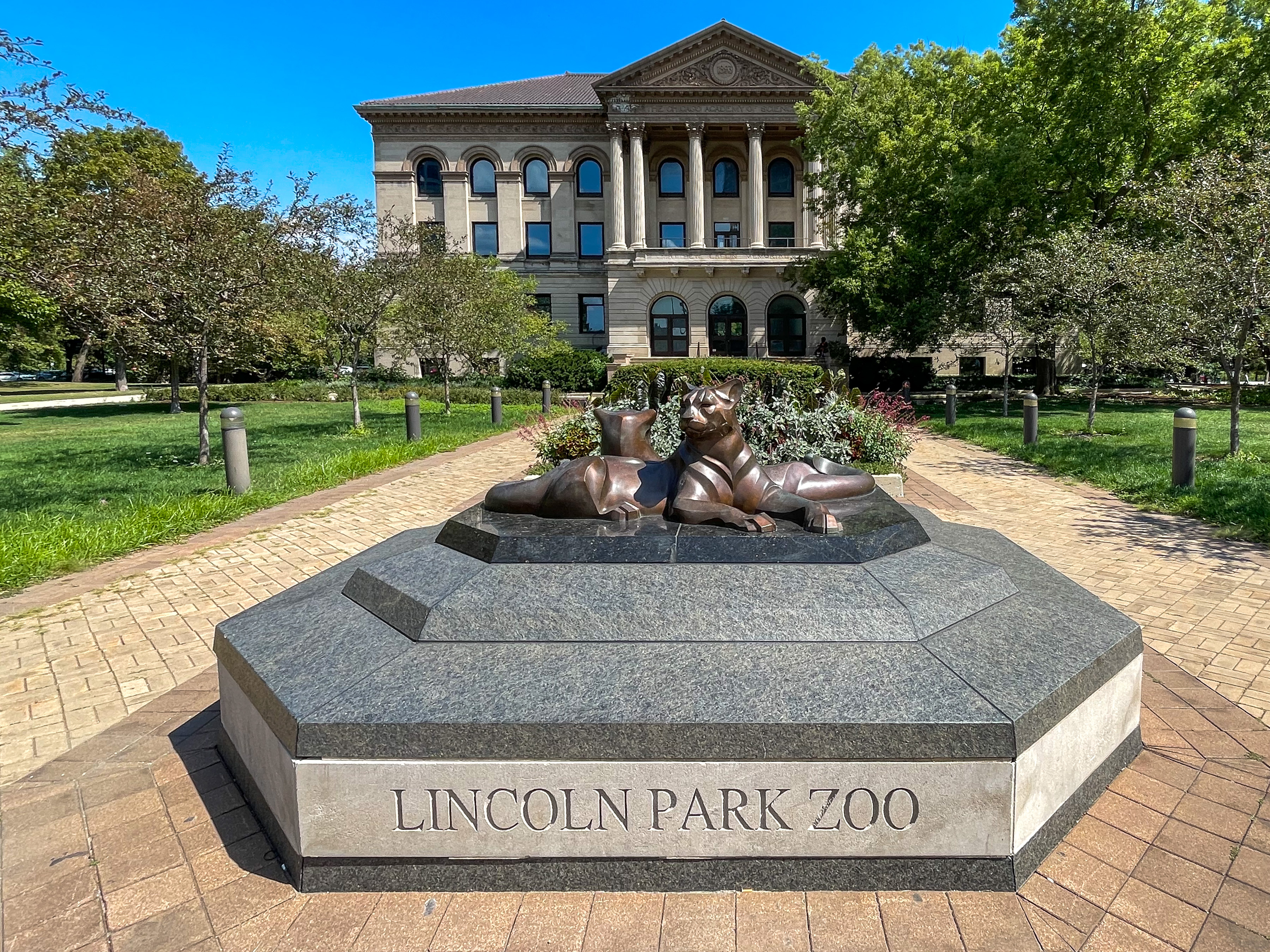
Vue sur le bâtiment administratif du zoo de Lincoln Park.

Richard Marlin Perkins, directeur du zoo de 1944 jusqu'en 1962, est devenu célèbre en tant qu'hôte de l'émission télévisée Wild Kingdom. Il a créé et recruté un groupe de citoyens, la Lincoln Park Zoological Society, pour soutenir la mission du zoo. L'installation a subi une transformation radicale dans les années 1970 et 1980, avec l'ajout de nombreuses nouvelles expositions naturalistes. En 1995, le Chicago Park District, propriétaire foncier du parc, a confié la gestion du zoo à la Zoological Society qui est devenue locataire du zoo chargée de l'administration et des améliorations. L'administration du zoo est actuellement hébergée dans le bâtiment voisin précédemment utilisé par l'Académie des sciences de Chicago (Chicago Academy of Sciences), qui a déménagé dans de nouvelles installations en 1999. La piscine aux lions de mer de Steller a ouvert ses portes la même année après une vaste rénovation et abrite désormais des phoques communs.
En 2003, la Regenstein African Journey a rouvert ses portes à la suite d'une vaste restructuration. Cette partie du parc zoologique comprend les plus grands mammifères de Lincoln Park. Cette section, composée de larges vitrines et de hauts murs en bois et en béton, retrace l'histoire de la faune du continent africain à travers une série de décors naturalistes accueillant des éléphants d'Afrique et des girafes ainsi que de nouvelles espèces telles que l'Oryctérope du Cap, l'autruche d'Afrique et le chien sauvage d'Afrique. Deux ans plus tard, le zoo a rénové sa « Maison des grands singes », ouvrant le Centre Regenstein pour les singes africains, qui s'est concentré sur les troupes du zoo de chimpanzés communs et de gorilles des plaines occidentales, en mettant un accent particulier sur la recherche des comportements des deux espèces et en créant de nouveaux habitats naturalistes.

## Description
Aujourd'hui[Quand ?], le zoo de Lincoln Park abrite une grande variété d'animaux dont des ours polaires, des manchots du Cap, des gorilles des plaines, des lions d'Afrique, des tigres de Sibérie, des rhinocéros noir, des lycaons, des fennecs, des macaques japonais, des pandas roux, différentes sortes de reptiles et de singes ainsi que d'autres espèces pour un nombre total de plus de 1 100 animaux. Également situé au zoo de Lincoln Park, un Quercus macrocarpa, qui est un arbre datant de 1830, soit trois ans avant que Chicago devienne officiellement une ville.

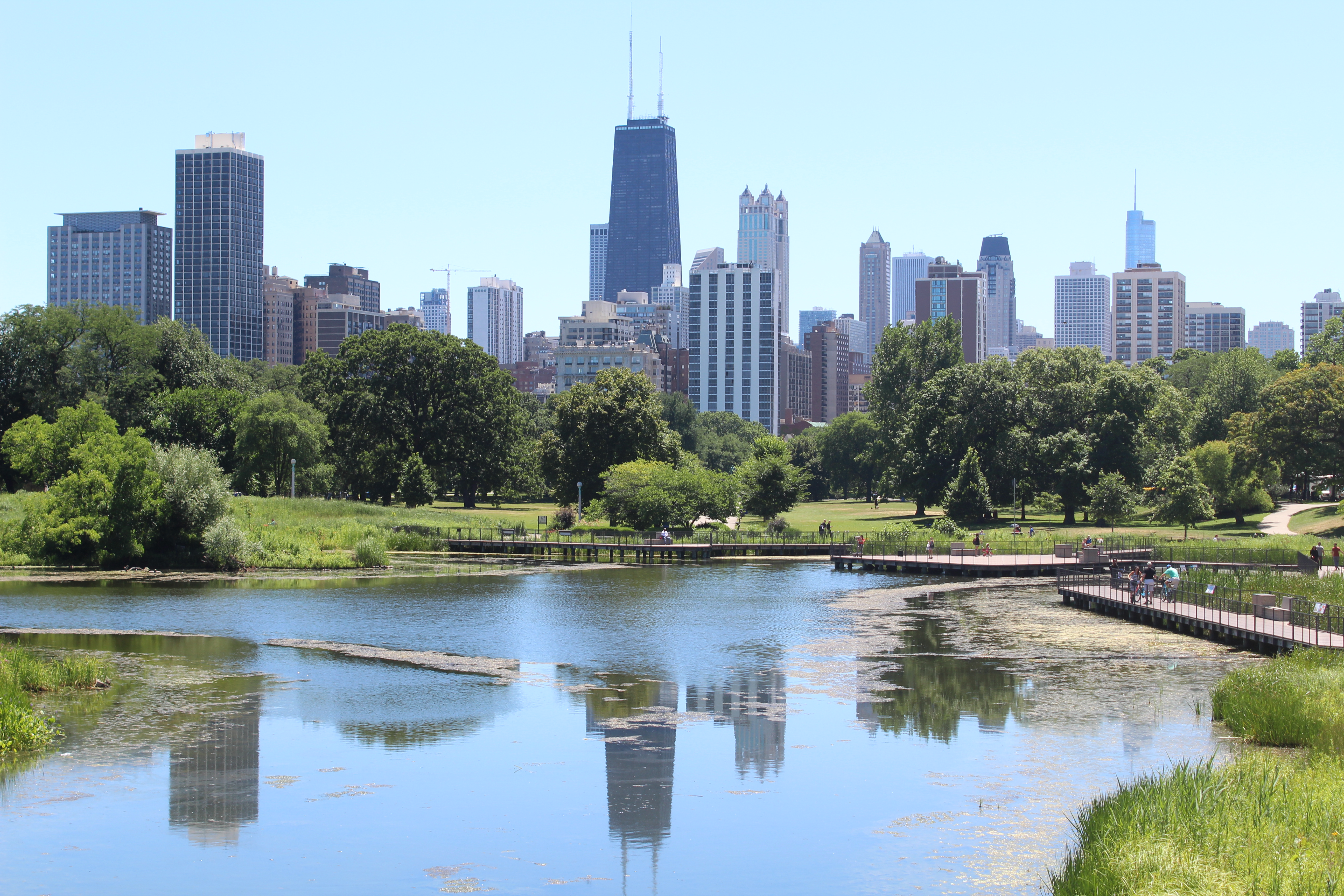
Lincoln Park et son plan d'eau.

Deux sections du zoo de Lincoln Park sont réservées aux enfants. La première est le Pritzker Children's Zoo, un espace contenant une salle de jeux devenue populaire pour les enfants, mais au cours de ces dernières années, en raison des problèmes de santé, le zoo de Lincoln Park a fermé cette section. Les jeunes animaux qui sont rejetés par leurs parents ne sont plus conservés dans l'espace du zoo réservé aux enfants car les responsables du zoo ont estimé qu'il était plus difficile de les réintroduire dans leur habitat naturel, une fois qu'ils grandissent s'ils sont tenus à l'écart de leur propre espèce. La deuxième section du zoo réservée aux enfants est la Farm Zoo (ferme du zoo), qui est connue pour avoir été à l'époque animée par l'industriel John Deere. On y trouve également un parcours ainsi que des espaces spécifiques à l'intérieur du parc pour divertir les enfants, comme des salles de jeux, une ferme avec des tours en chevaux et en poneys.
Cette petite ferme comprend des porcs, des vaches, des chevaux et autres animaux qui se trouve généralement dans des fermes. Les enfants peuvent nourrir et caresser les animaux. En outre, les vaches sont traités en public pour les enfants de voir. La vedette est Regenstein qui est le plus vieux chimpanzé mâle dans un zoo en Amérique du Nord. Le zoo de Lincoln Park est membre de l'Association des Zoos et des Aquariums (AZA).
Chaque année, le parc attire en moyenne 3,4 millions de personnes (chiffres 2023).

## Galerie d'images

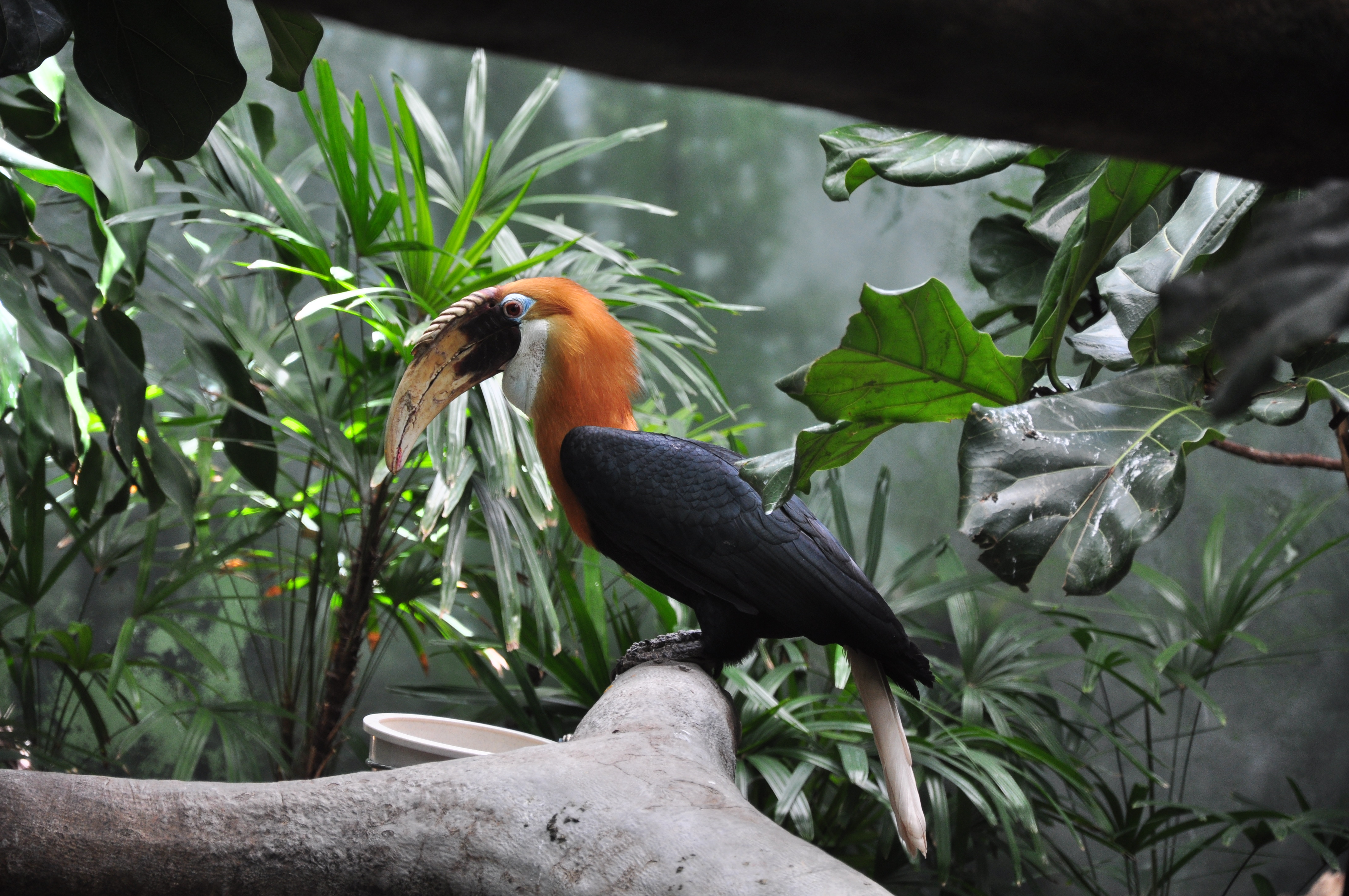
Un Calao papou.
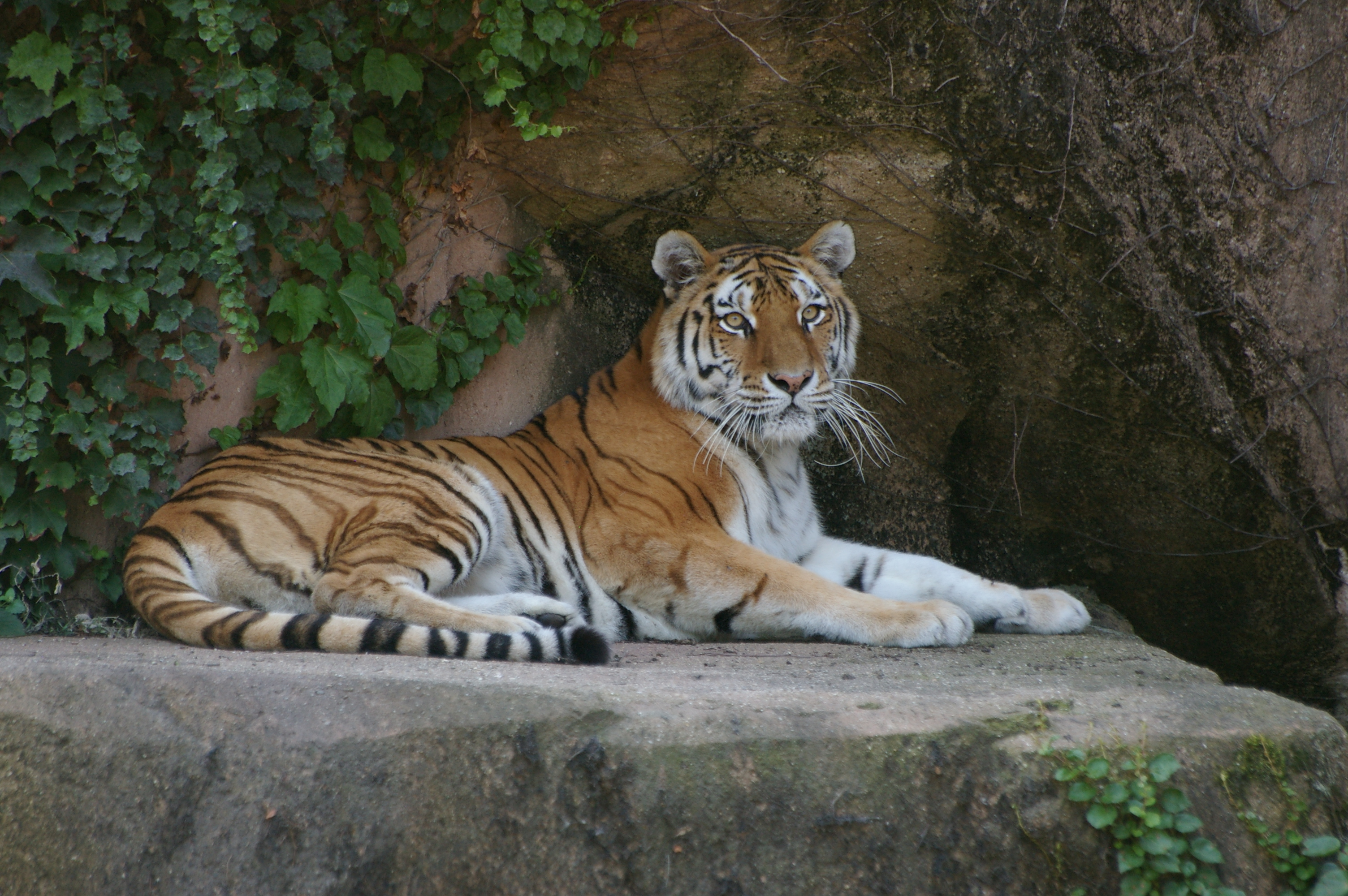
Une tigresse de Sibérie.
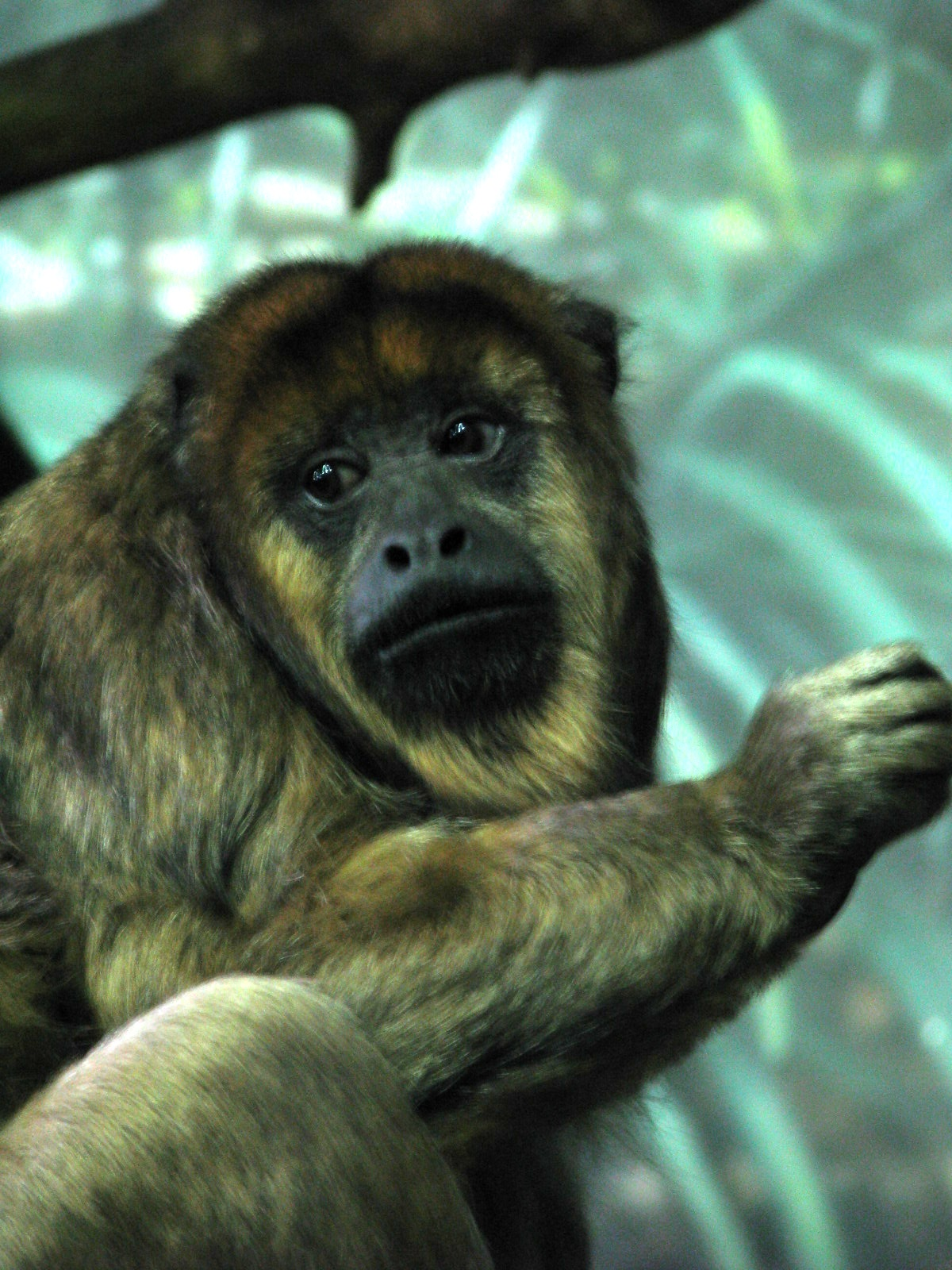
Un singe hurleur.
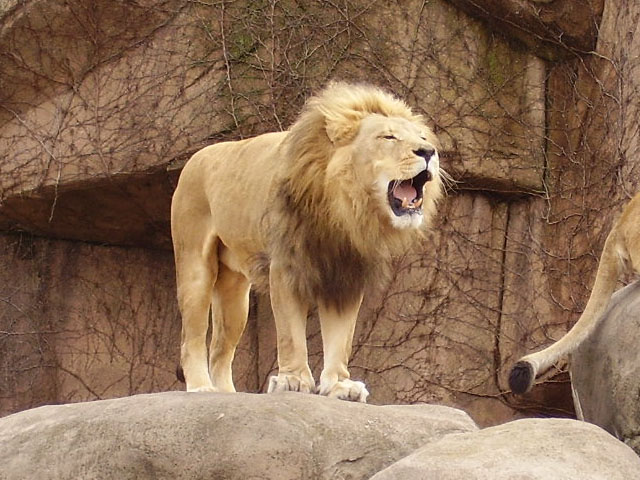
Un lion d'Afrique.
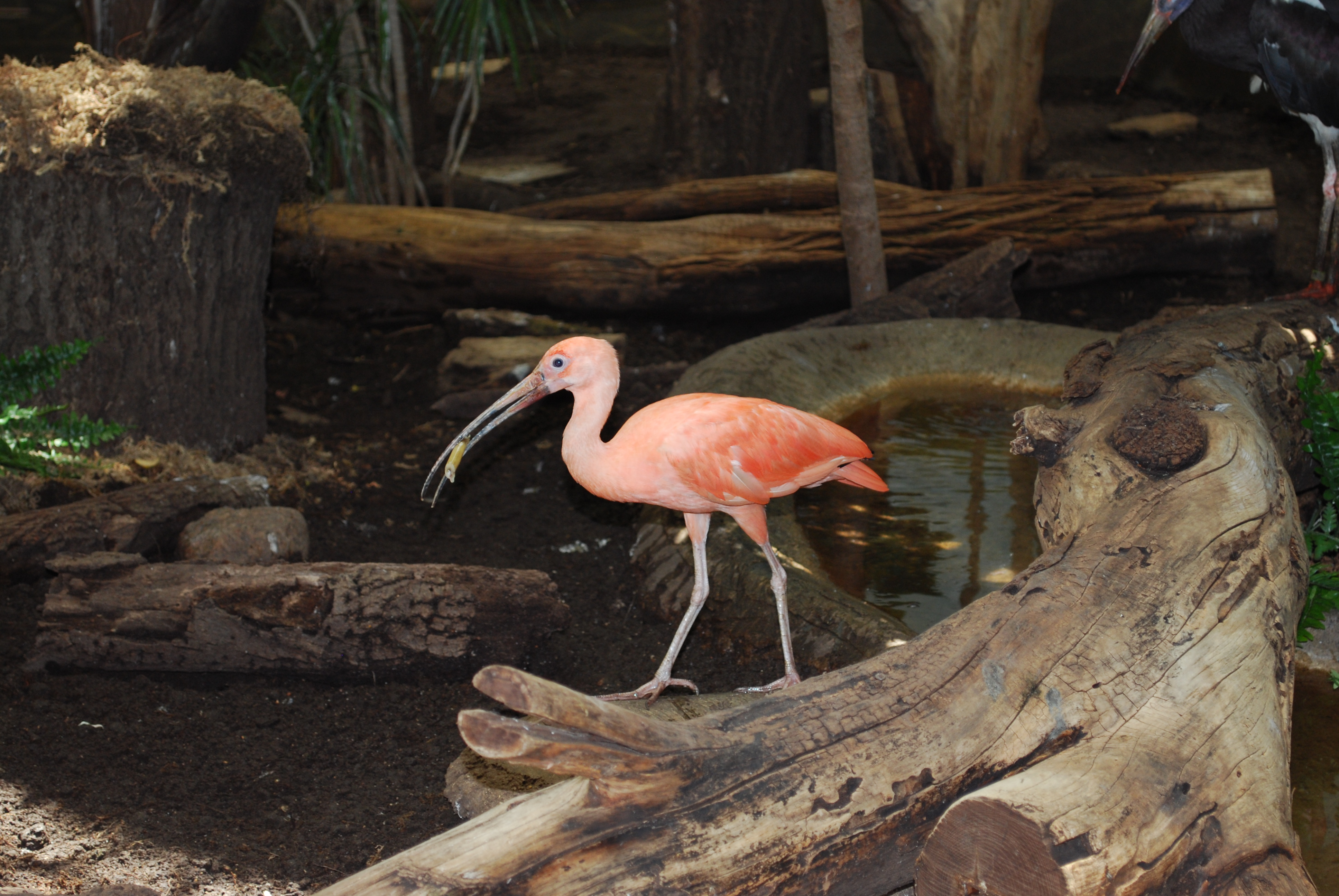
Un Ibis rouge.
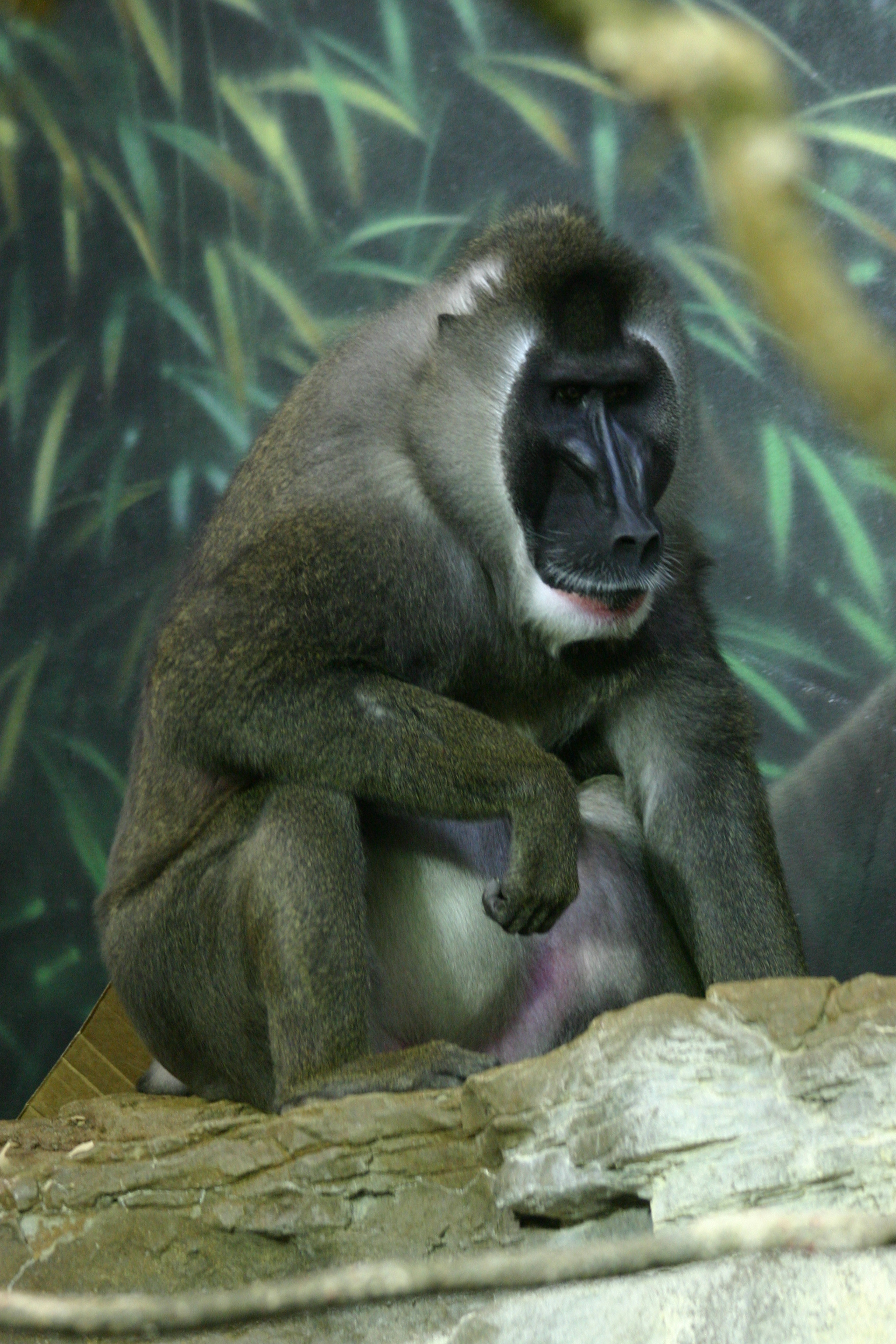
Un Drill mâle.
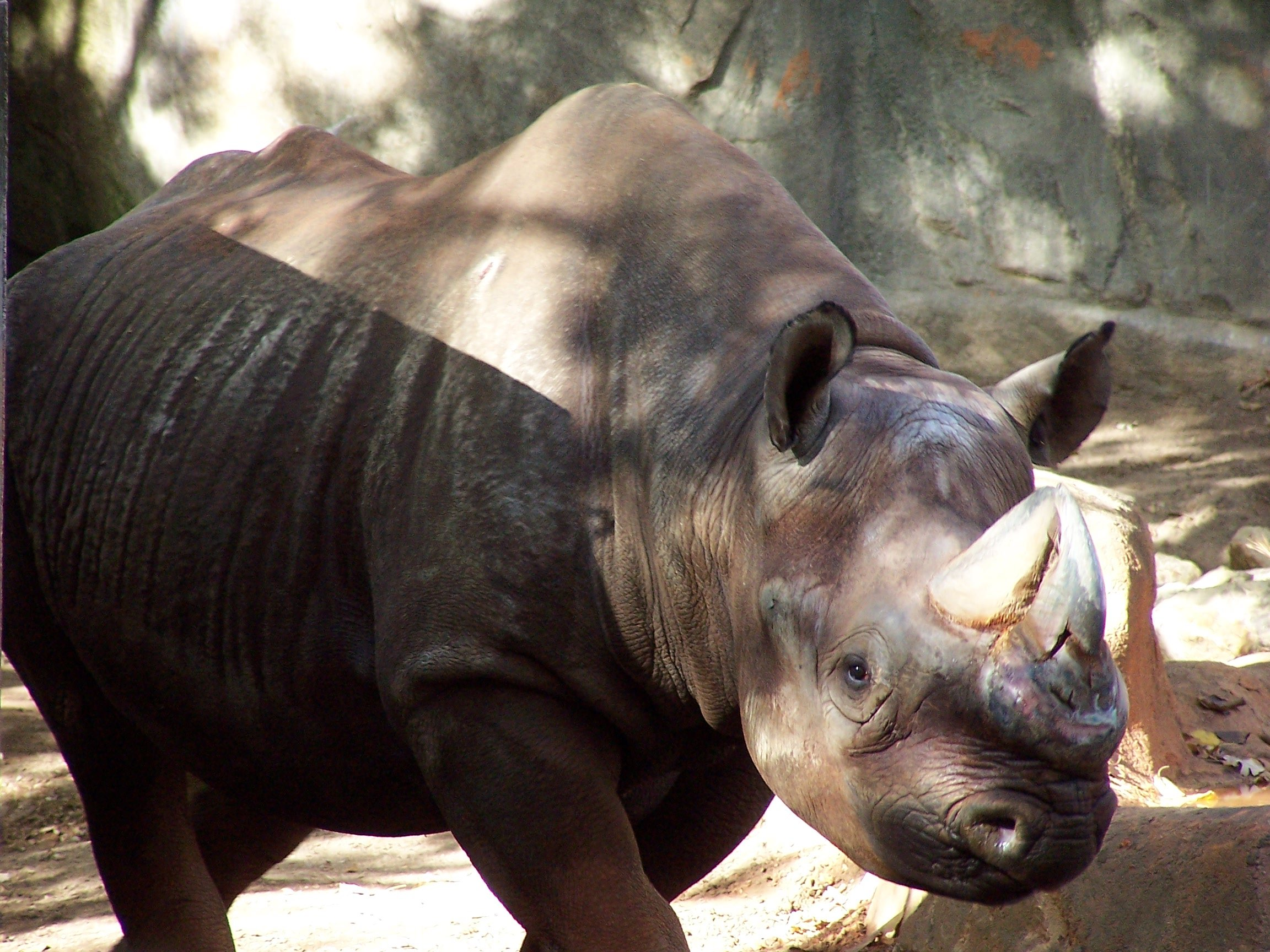
Un rhinocéros noir.
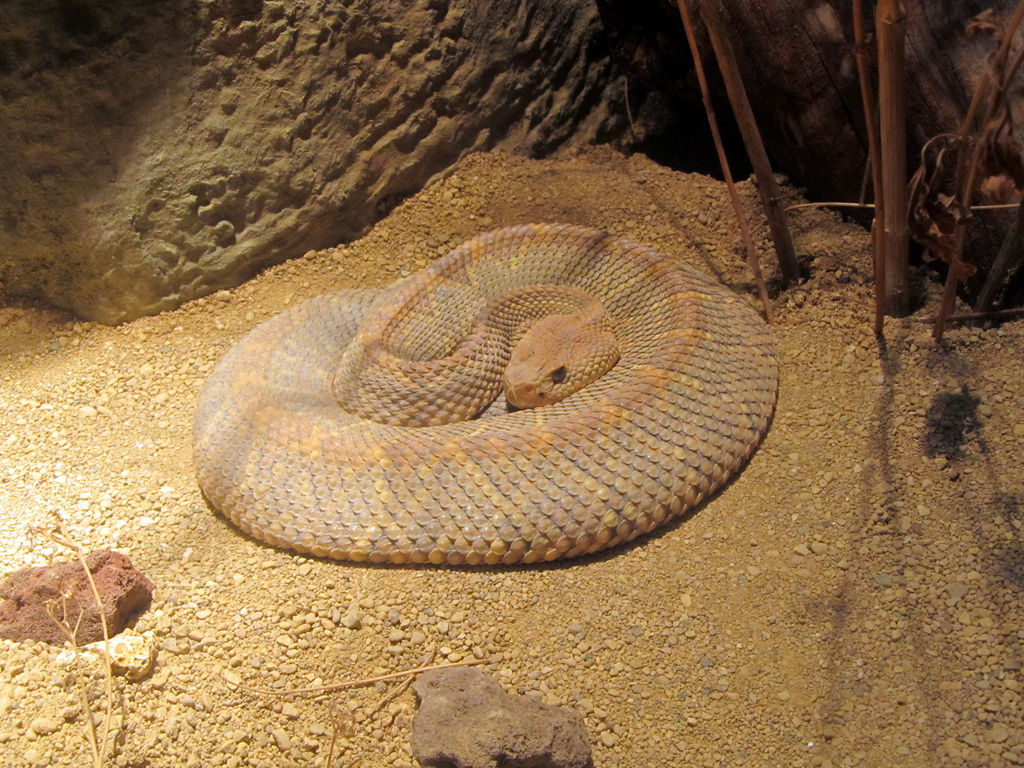
Un crotale cascabelle.
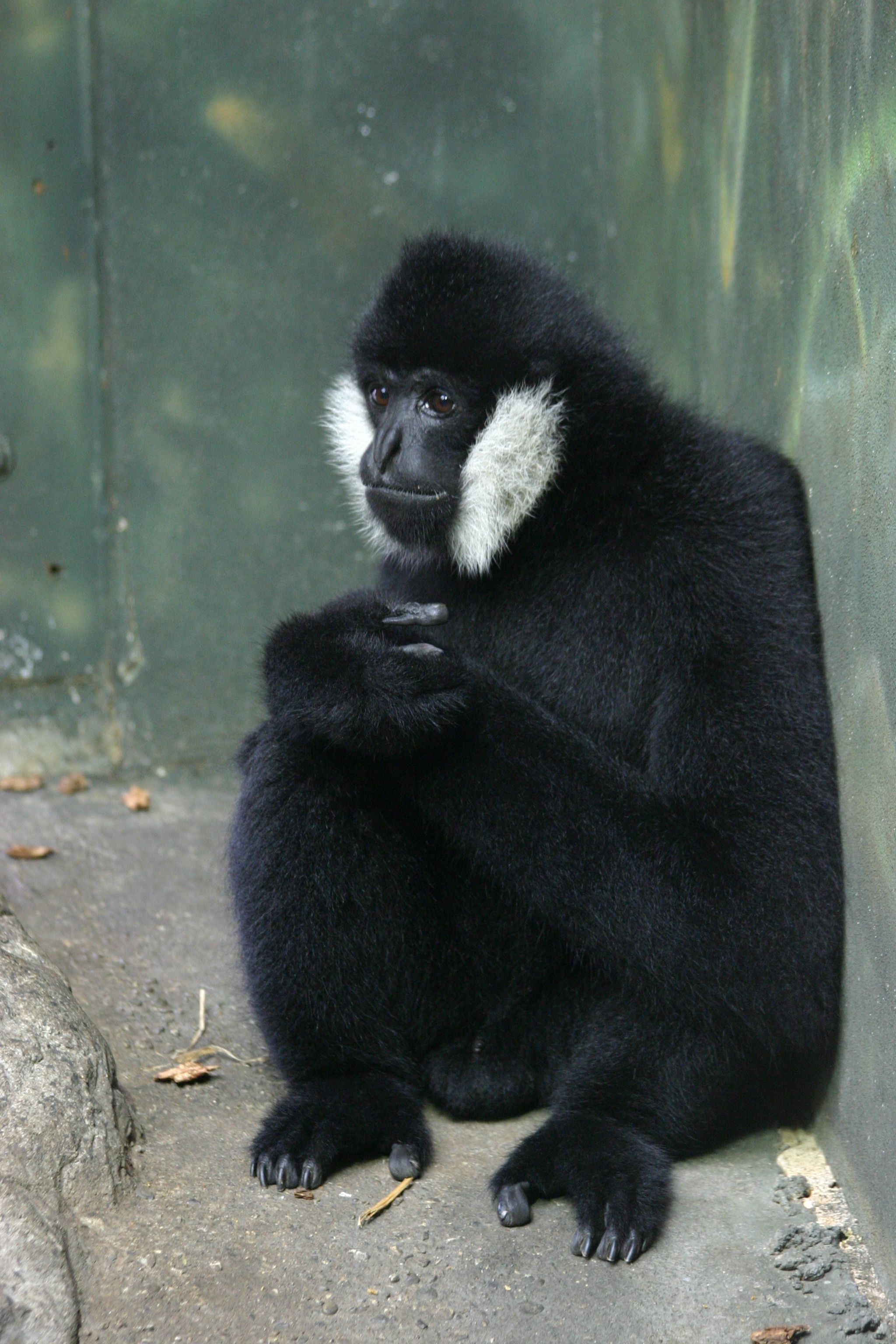
Un gibbon à favoris blancs du Nord.
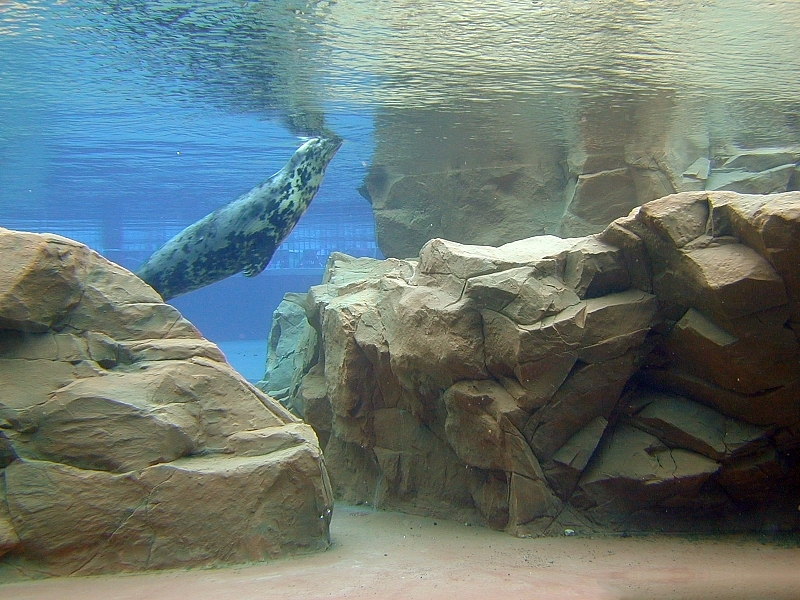
Un phoque gris.
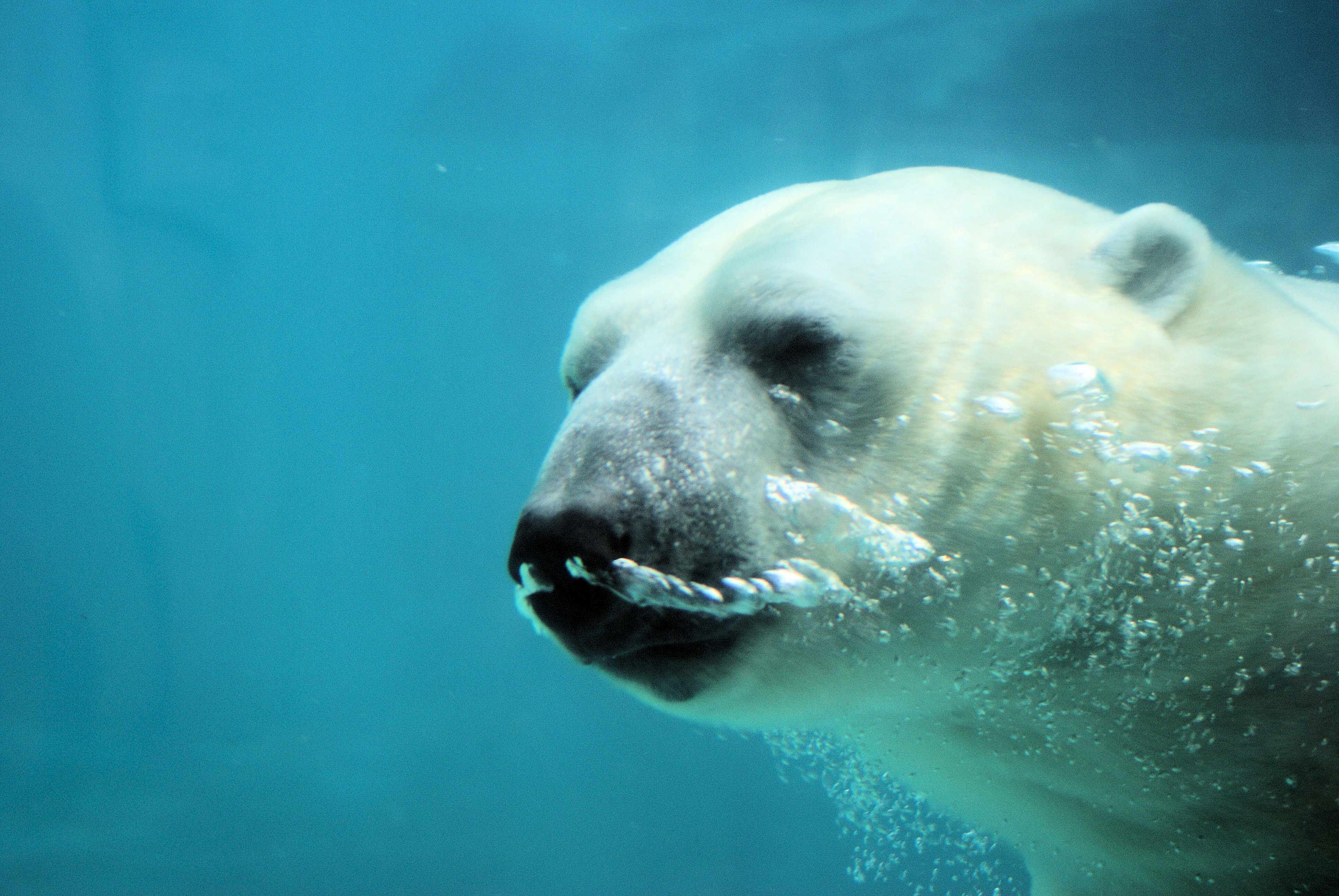
Un ours polaire.